# Jasmine Crockett
Jasmine Felicia Crockett, née le 29 mars 1981 à Saint-Louis, est une avocate et femme politique américaine. Membre du Parti démocrate, elle est élue à la Chambre des représentants du Texas de 2021 à 2023, puis élue du Texas à la Chambre des représentants des États-Unis depuis 2023.

## Jeunesse et carrière
Jasmine Crockett est née à St. Louis, Missouri. Elle obtient un baccalauréat en affaires du Rhodes College. Étudiante de premier cycle, elle envisage de devenir anesthésiste ou comptable avant de décider de s'inscrire en faculté de droit. Elle obtient un Juris Doctor de l'université de Houston.
Après ses études de droit, Jasmine Crockett exerce au Texas comme avocate des droits civiques. Elle travaille comme défenseure publique dans le comté de Bowie avant de créer son propre cabinet d'avocats. Lors des manifestations suivant la mort de George Floyd, Crockett et ses associés ont pris en charge plusieurs cas pro bono de militants de Black Lives Matter.

## Chambre des représentants du Texas
En 2019, lorsqu'Eric Johnson quitte son siège à la Chambre des représentants des États-Unis pour devenir maire de Dallas, une élection spéciale se tient le 5 novembre pour couvrir le reste de son mandat. Elle est remportée par Lorraine Birabil. Crockett annonce par la suite qu'elle sera candidate contre Birabil lors des primaires démocrates de 2020. Elle bat Birabil de justesse lors du second tour, se qualifiant pour les élections générales de novembre, qu'elle remporte sans opposition. Elle entre en fonction en janvier 2021,.

## Chambre des représentants des États-Unis

### Élections

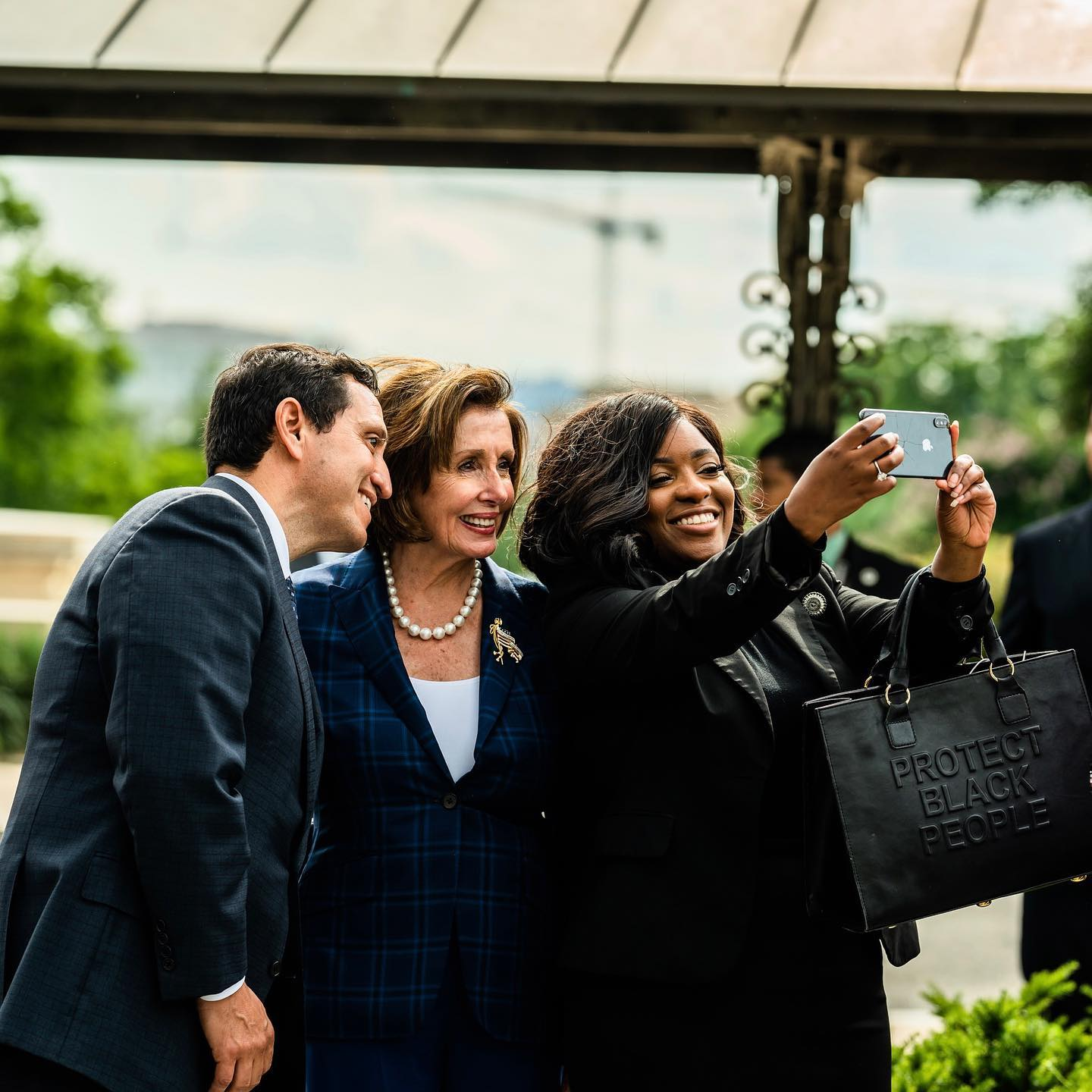
Crockett (à droite) avec la présidente de la Chambre des États-Unis Nancy Pelosi (au centre) et le représentant d'État du Texas Trey Martinez Fischer (à gauche) en 2021.

#### 2022
Le 20 novembre 2021, la représentante sortante Eddie Bernice Johnson annonce ne pas être candidate à sa réélection dans le 30e district (qui couvre le sud du comté de Dallas et une partie du comté de Tarrant, y compris l'aéroport de Dallas Love Field) en novembre 2022. Quatre jours plus tard, Crockett déclare sa candidature. Johnson annonce simultanément son soutien à Crockett,. Crockett reçoit également un soutien financier important des Super PAC alignés sur l'industrie de la cryptomonnaie, le Protect Our Future PAC de Sam Bankman-Fried donnant 1 million de dollars pour soutenir sa campagne. Lors des primaires démocrates, Crockett et Jane Hope Hamilton, une assistante de Marc Veasey, se qualifient pour le second tour que Crockett remporte par la suite. Elle remporte les élections générales du 8 novembre. Crockett est choisie pour être représentante de la classe de première année pour 118e Congrès.

### Adhésion au caucus
- Caucus noir du Congrès
- Congressional Equality Caucus[13]
- Congressional Progressive Caucus[14]

### Comités
- United States House Committee on Agriculture
- United States House Committee on Oversight and Accountability